# Koninklijke Academie voor Schone Kunsten van Brussel

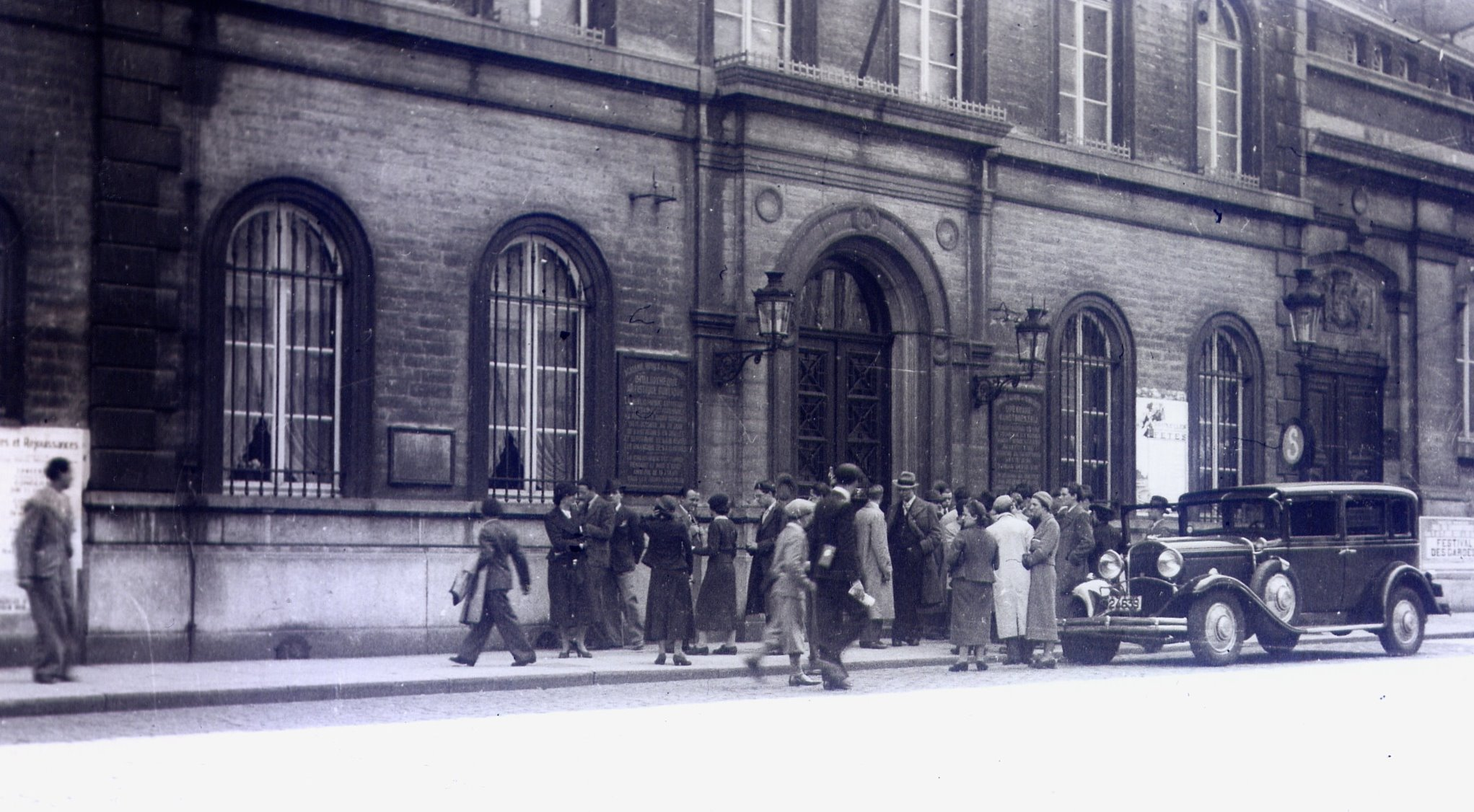
Gebouw van de Academie in de Zuidstraat (1935)

De Koninklijke Academie voor Schone Kunsten van Brussel (Frans: Académie Royale des Beaux-Arts) is een Franstalige kunsthogeschool in Brussel.

## Geschiedenis

### Voorgeschiedenis
Vanaf 1711 werden er toegepaste en beeldende kunsten onderwezen in het stadhuis van Brussel. De dekens van de schilders, beeldhouwers, tapissiers en andere kunstgilden kregen van het stadsbestuur de beschikking over enkele vertrekken en maakten er gebruik van om er tekenonderricht te geven.

### Oprichting en beginfase
In 1737 kreeg de academie haar eerste reglement. De stad nam enkele kosten op zich, waaronder deze voor de modellen. Enkele decennia later brak er onenigheid uit. De lessen verhuisden naar herberg 't Gulden Hoofd en werden zelfs enige tijd opgeschort. Het was de Brugse schilder Bernard Verschoot die de academie met harde hand terug op de sporen zette. Hertog Karel van Lotharingen stelde de school onder zijn hoge bescherming (1762).
De school werd heropgericht als Académie de Peinture, Sculpture et Architecture, gefinancierd door openbare inschrijving (1768). Inspiratie vond men in het Franse model. De architectuurafdeling stond onder leiding van Barnabé Guimard.
Tijdens de revolutionaire periode kreeg de school het moeilijk. Ze werd zelfs even gesloten, maar heropende in 1800.

### Herlancering

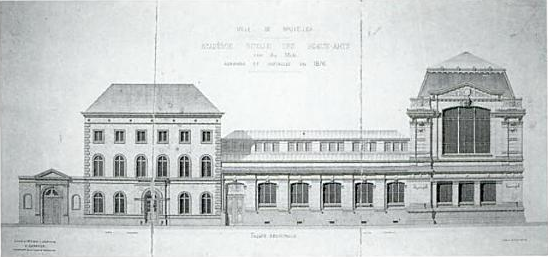
Opstand van de Academie (Jamaer, 1876)

Met de Belgische onafhankelijkheid kwam er een nieuwe directeur, François-Joseph Navez, die gestalte moest geven aan de hervonden ambities. Zijn hervorming van het programma (1835-36) werd bekroond met de toekenning van het predicaat koninklijke.
In 1876 betrok de academie het voormalige bogaardenklooster in de Zuidstraat. Architect Pierre-Victor Jamaer integreerde diverse gebouwen achter zijn eclectische façade. Er kwam een avant-garde op die zich afzette tegen de academie, maar dit was ook een pose en verhinderde niet dat veel van deze kunstenaars er hun vaardigheid scherpten.
In deze periode bestond er felle concurrentie tussen de academie en een andere kunstschool uit de hoofdstad, Sint-Lucas. Onder Charles Van der Stappen kregen ook literatuur en fotografie er hun plaats. Onder impuls van burgemeester Karel Buls kwam er in 1886 een École des Arts décoratifs met Jean Baes aan het hoofd. Dit was een poort langs waar de invloed van de Arts & Crafts zich in België deed gelden.
In 1927 werd Victor Horta directeur. Hij stelde een systeem van ateliers in en versterkte de architectuuropleiding. Deze zou pas in 1977 zelfstandigheid verwerven met de creatie van het Institut supérieur d'Architecture Victor Horta.

### Universitaire opleiding
In de jaren 2000 wordt de Academie een universitaire kunstopleiding. Dit wordt gereflecteerd in de nieuwe benaming Académie royale des Beaux-Arts de la ville de Bruxelles - École Supérieure des Arts (ARBA-ESA).

## Locaties
- Stadhuis van Brussel (1711-1752 en 1763-1829)
- Herberg 't Gulden Hoofd (1752-1763)
- Granvellepaleis (1829-1832)
- Kelders van het Nijverheidspaleis, de linkervleugel van de huidige KMSK (1832-1876)
- Academiegebouw in het voormalige Boogaardenklooster (1876-heden)

## Gebouw
Het huidige academiegebouw bevat de voornaamste restanten van het rijke kloosterverleden in Brussel, dat voor de rest verzwonden is in de revolutiejaren rond 1800. Vanop de Zuidstraat is het voormalige kerkkoor van de bogaarden te zien. Belangrijker is de vierkante kloostergang erachter, met bakstenen kruisgewelven. Ernaast ligt een tweede, groter binnenplein waarvan de zuidelijke tuingevel ook nog een overblijfsel is van het klooster.

## Leiding
De academie werd geleid door directeurs en vanaf 1895 door rectoren met een driejarig mandaat:
| - Jean-Baptiste de Vits, 1759-1762 (sluiting) - Bernard Verschoot, 1767-1783 - Laurent-Joseph Taminne, 1783- - Claude Fisco, -1794 - Antoine Cardon, -1822 - Auguste de Thysebaert, 1822-1823 - Jean-François de Vinck de deux Orp en Daniel Hennessy, 1823- - François-Joseph Navez, 1835-1862 - Louis Gallait, 1862- - Jean-François Portaels, 1878-1895 - Joseph Stallaert, 1895-1898 - Charles Van der Stappen, 1898-1901 en 1907-1910 - Ernest Acker, 1901-1904 en 1910 - Jacques de Lalaing, 1904-1913 - Herman Richir, 1906-1907, 1916-1919, 1925-1927 (interims: 1910, 1911, 1915) | - Victor Rousseau, 1919-1922 - Victor Horta, 1927-1931 - Alfred Bastien, 1928-1930 en 1935-1938 - Joseph Van Neck, 1938-1941 en 1944-1948 - Léon Devos, 1948-1951 en 1955-1958 - Henry Lacoste, 1954-1955 - Augustin Bernard, 1958-1967 - Richard Vandendael, 1967-1977 - Claude Lyr, 1978-1981 - Fernand Vanhemelryck, 1981-1991 - Dany Vienne, -1998 - Philippe Ermans, 1998-2003 - Michel Baudson, 2003-2008 - Marc Partouche, 2008-2014 - Daphné de Hemptinne, 2014- |

## Bekende oud-studenten
- Germaine Anciaux
- Jhemp Bastin
- Joseph Baudrenghien
- Manon Bertrand
- Auguste Braekevelt
- Michel Breithoff
- Charles Brunin
- Anne Canneel
- Eugène Canneel
- Jean Canneel
- Jules Canneel
- Lina Cauchie
- Albert Ciamberlani
- Claus Cito
- Jean Colin
- Jozef De Coene
- Jan De Cooman
- Vital Jean De Gronckel
- Paul Delvaux
- Éliane de Meuse
- Lucie Desmet
- Godefroid Devreese
- Jean-Baptiste Dewin
- Julien Dillens
- Harry Elstrøm
- James Ensor
- Willy Faber
- Annie Fokker
- Jean-Baptiste Fresez
- François Gillen
- Nina Jascinsky
- Mary Habsh
- Fernand Khnopff
- Jef Lambeaux
- Louis François Lefebvre
- René Magritte
- Jacques Marin
- Constantin Meunier
- George Minne
- Jacques Moeschal
- Léon Nosbusch
- Rik Poot
- Émile Probst
- Joseph Probst
- Colette Probst-Wurth
- Denise Probst-Massin
- Louis Raemaekers
- Mathias Reckinger
- Victor Rousseau
- Herman Richir
- Victor Servranckx
- Eugène Simonis
- Arno Stoffels
- Jeanne Tercafs
- Lesser Ury
- Gabriel Van Dievoet
- Vincent van Gogh
- Hilde Van Sumere
- Charles Verhasselt
- Adolphe Wansart
- Robert Weimerskirch
- Jean-Baptiste Wercollier
- Lucien Wercollier
- Léopold Wiener
- Philippe Wolfers
- Rik Wouters

## Tentoonstellingen
- Academie Royale des Beaux-arts et École des Arts decoratifs de Bruxelles. Exposition centennale 1800–1900
- 1987: Académie Royale des Beaux-Arts de Bruxelles, 275 ans d'enseignement
- 2007: Art, anatomie trois siècles d'évolution des représentations du corps

## Voetnoten
1. ↑  Met Eric Min door de expo ‘James Ensor. Inspired by Brussels’, BRUZZ, 29 februari 2024
2. ↑  Vóór 1835 al directeur honoraire et gratuit; in 1859 vertrek om gezondheidsredenen

- Bibliothèque nationale de France: cb12133942c (data)
- Catàleg d'autoritats de noms i títols de Catalunya: 981058530078806706
- Gemeinsame Normdatei: 600674-7
- International Standard Name Identifier: 0000 0001 0001 9834
- Library of Congress Control Number: n89622664
- Système universitaire de documentation: 029789249
- Union List of Artist Names: 500220362
- Virtual International Authority File: 148628010